# Gajówka Bernatowizna
Gajówka Bernatowizna – osada leśna w Polsce położona w województwie mazowieckim, w powiecie mińskim, w gminie Mrozy.
Wierni kościoła rzymskokatolickiego należą do parafii Matki Boskiej Nieustającej Pomocy w Guzewie.